# کنیرز (جورجیا)
کنیرز، جورجیا (به انگلیسی: Conyers, Georgia) یک شهر در ایالات متحده آمریکا با جمعیت ۱۳٬۹۴۱ نفر است که در جورجیا واقع شده‌است.

## موقعیت جغرافیایی
موقعیت جغرافیایی شهرها و مناطق اطراف به شرح زیر است: